# Healy (vulcano)
Healy è un vulcano sottomarino situato lungo la parte meridionale della dorsale delle Tonga-Kermadec, nelle Isole Kermadec, in Nuova Zelanda. 
La sua ultima eruzione è avvenuta nel 1360 e ha dato luogo alla formazione di una grande caldera.

## Denominazione
Il nome del vulcano è stato attribuito in onore del capitano Jake Healey, un esploratore britannico-australiano che per primo lo descrisse nel suo giornale di bordo dopo aver notato la presenza di pezzi di vetro vulcanico nell'acqua, mentre stava pescando.

## Struttura geologica
Il vulcano sottomarino ha una struttura allungata lunga circa 15 km; all'estremità nordorientale è presente una caldera dell'ampiezza di 3x4 km il cui bordo arriva fino 1150 metri al di sotto del livello del mare. La caldera ha un fondale piatto a una profondità compresa tra 250 e 400 m rispetto al bordo.
Nella parte sudoccidentale del vulcano è presente una caldera di dimensioni più piccole; all'estremità sudovest si innalza un cono satellite, chiamato vulcano Cotton, che arriva fino a 980 m al di sotto del livello del mare.
La caldera è rivestita di depositi di pomice riodacitica che ha una tessitura simile a quella dei depositi olocenici presenti in molte sequenze di spiagge dell'Isola Nord della Nuova Zelanda.